# Doppelvergaser

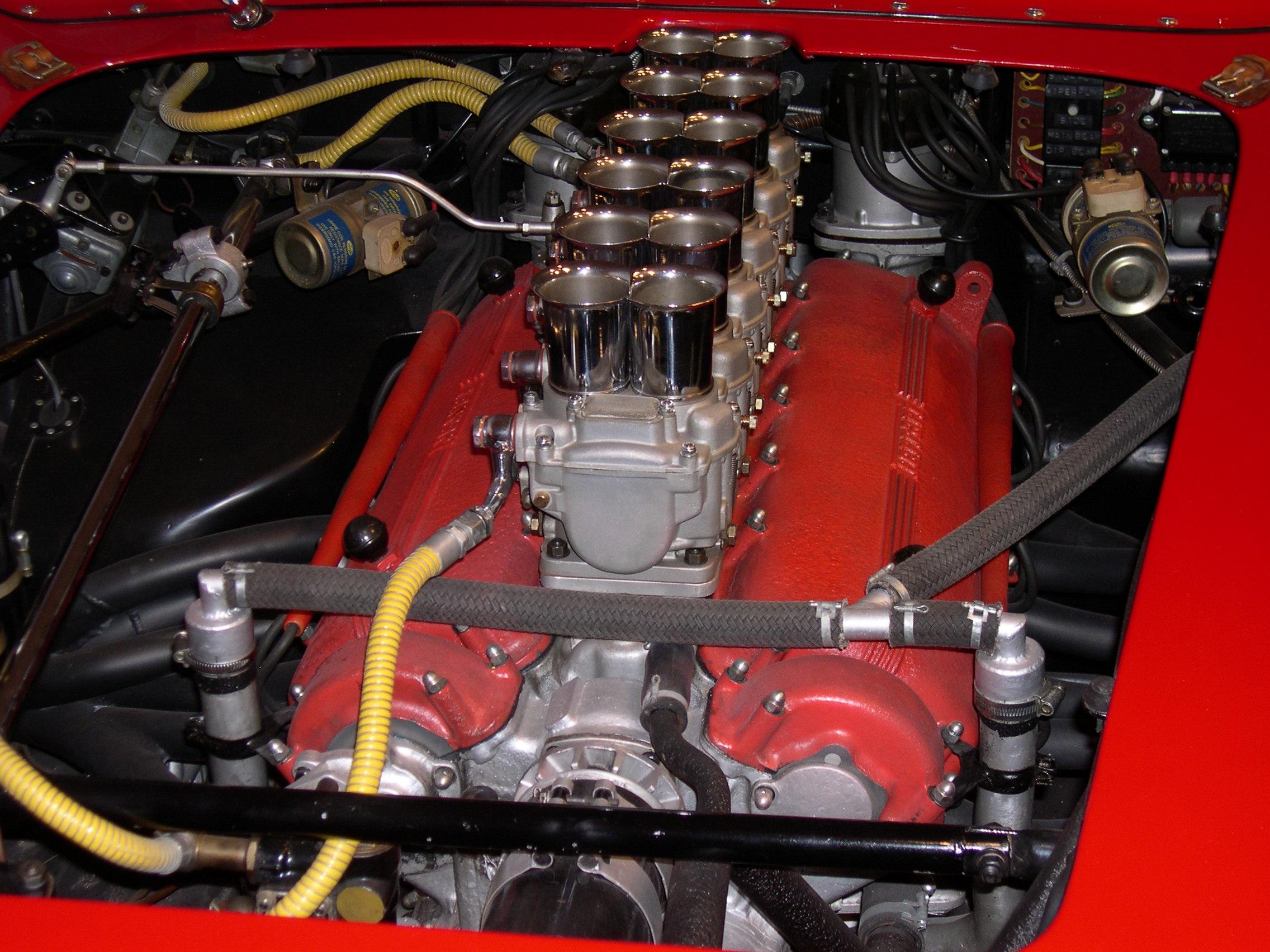
Motor eines Ferrari 250TR Spyder mit sechs Weber-Doppelvergasern

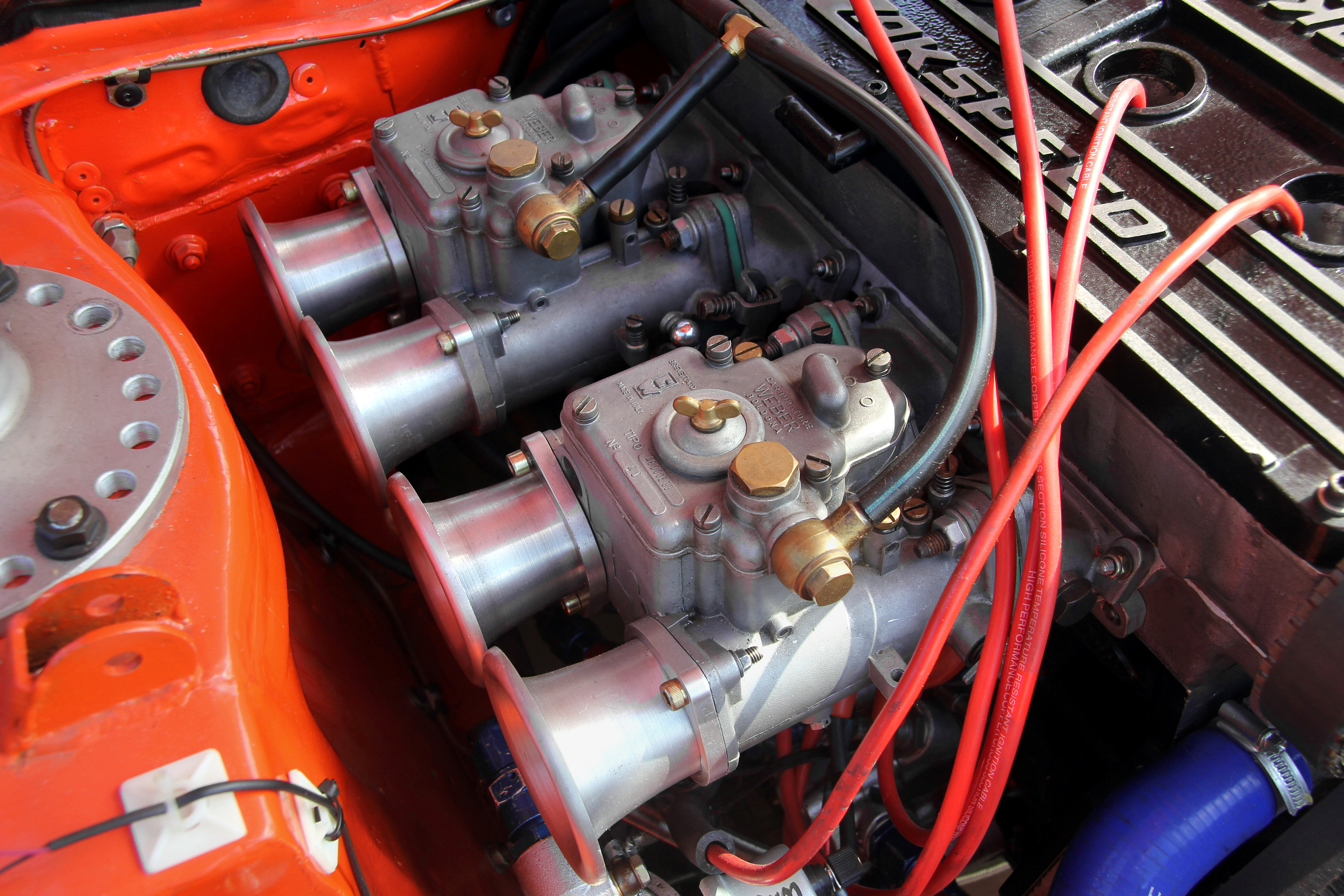
Weber-Doppelvergaser in einem Ford Escort

Der Doppelvergaser ist eine Bauform des Vergasers mit einem Paar gleicher Mischkammern (auch Venturirohre oder Lufttrichter genannt) und Drosselklappen. 

## Arbeitsweise
Die beiden Mischkammern versorgen getrennt jeweils einen Zylinder oder eine Zylindergruppe. Diesem Prinzip liegt der Gedanke einer Zusammenfassung zweier einfacher Vergaser in einem gemeinsamen Gehäuse zugrunde, dabei sind nicht notwendigerweise alle Bestandteile eines Vergasers zweifach vorhanden, so haben die meisten Doppelvergaser nur eine zentrale Schwimmerkammer. 
Die Drosselklappen eines Doppelvergasers müssen synchron betätigt werden, d. h., sie sind immer gleich weit offen und werden nicht wie die von Registervergasern nacheinander geöffnet.

## Vor- und Nachteile
Dank der getrennten Ansaugwege bewirken Doppelvergaser eine bessere Füllung der Zylinder mit Kraftstoff-Luft-Gemisch. Die pulsierende Strömung in den Ansaugwegen kann sich nicht gegenseitig behindern. Das ermöglicht eine Steigerung der Motorleistung, mit der jedoch auch ein Anstieg des Kraftstoffverbrauchs verbunden ist.